# Obuwik ostrogowy
Obuwik ostrogowy (Cypripedium plectrochilum Franch.) – gatunek rośliny z rodziny storczykowatych (Orchidaceae). Występuje w naturze głównie w Chinach (prowincje Hubei, Syczuan, Junnan oraz Tybet), poza tym w Mjanmnie. Zasiedla lasy i ich obrzeża, zarośla, miejsca skaliste i trawiaste na rzędnych od 2000 do 3600 m n.p.m. Roślina poza tym uprawiana jako ozdobna, także w Polsce.

## Morfologia
PokrójRoślina z tęgim, choć krótkim kłączem, z którego wyrasta prosto wzniesiona, owłosiona łodyga, osiągająca wysokość do 30 cm.
LiścieU nasady łodygi kilka pochew, a wyżej nich najczęściej trzy, rzadko dwa lub cztery siedzące liście asymilacyjne. Liście te są eliptyczne do lancetowatych, o długości 4,5 do 6 cm i szerokości 1 do 3,5 cm. Z wierzchu są nagie, od spodu owłosione na nerwach. Wierzchołek liścia zaostrzony.
KwiatyStosunkowo niewielkie, pojedyncze, osadzone na owłosionej szypułce. Kwiat wsparty jest błoniastą, lancetowatą i zaostrzoną przysadką o długości do 3 cm i szerokości 7–8 mm, na brzegach orzęsioną. Listki okwiatu, z wyjątkiem białej warżki, są czekoladowe lub czekoladowozielone, na brzegach zwykle biało obrzeżone. Warżka podobnie jak także biały prętosłup bywa różowo nabiegła. Listki okwiatu wolne, równowąsko-lancetowate, z wyjątkiem górnego, jajowatego płatka. Osiągają ok. 2 cm długości i do 2–3 mm szerokości (tylko górny do 8 mm). Warżka silnie wydęta, o długości do 2,4 cm i szerokości ok. 1 cm, omszona w gardzieli i wewnątrz. Prętosłup jajowaty lub nieco czworoboczny, do 6 mm długości.
OwocWąsko elipsoidalna, kanciasta torebka o długości do 2 cm i szerokości do 6 mm, na kantach nieco owłosiona.

## Biologia i ekologia
Gatunek występuje w różnych zbiorowiskach roślinnych, zawsze jednak na glebach żyznych, próchnicznych, wilgotnych i przepuszczalnych, często na terenach skalistych. Rośnie w miejscach nasłonecznionych lub w półcieniu. Kwitnie od kwietnia do czerwca, owocuje w lipcu.

## Zagrożenia i ochrona
Gatunek w czerwonej liście gatunków zagrożonych według IUCN ma status narażonego (VU). Roślina ta występuje na ograniczonym geograficznie obszarze, zwykle w postaci bardzo nielicznych osobników, wyjątkowo liczniej. Jest wrażliwa na zmiany w siedlisku, zagrażają jej wylesienia, erozja gleb, intensywna penetracja i wydeptywanie (w tym rozwój turystyki), także pozyskiwanie z natury do uprawy w ogrodach. Gatunek ujęty jest w załączniku II Konwencji o międzynarodowym handlu dzikimi zwierzętami i roślinami gatunków zagrożonych wyginięciem (CITES).